# Маядыково
Маядыково (баш. Миәҙек) — село в Бирском районе Республики Башкортостан Российской Федерации. Центр Маядыковского сельсовета.

## География

### Географическое положение
Расстояние до:
- районного центра (Бирск): 31 км,
- ближайшей ж/д станции (Уфа): 60 км.

## История
По СНМ 1870 года входила в 4-й стан, по левую сторону от почтового тракта из города Бирска в город Мензелинск. 1516. Маядык: деревня при речке Тутугушке; на 59 дворов указано жителей: 190/216 — русские. Училище. Пчеловодство.
По СНМ 1896г входила в 6-й стан, Базановская волость. Маядык: село при пруде на речке Маядык; на 85 дворов указано 284/294 жителей. Церковь, земская школа, хлебозапасный магазин, бакалейная лавка, ветряные мукомольные мельницы, 2 конных обдирки, кожевенный завод, казенная винная лавка.
По СНМ 1906г /Айбашевская волость
Маядык: село при речке Маядынке, на просёлочной дороге, церковь, 3 ветряные мельницы, винная и пивная лавки, 2 бакалейные лавки, хлебо-запасный магазин. На 89 дворов указано 299/271 жителей, основное занятие — земледелие.
По подворной переписи крестьянских хозяйств Бирского уезда 1914года: село Маядык, входит в Маядыкское сельское общество, проживают русские, удельные, 90 дворов с населением 319/299 мужчин и женщин.

## Население
| 2002 | 2009 | 2010 |
| ---- | ---- | ---- |
| 261  | ↗303 | ↘252 |

Согласно переписи 2002 года, преобладающие национальности — русские (65 %), марийцы (29 %).

## Инфраструктура
Основа экономики — сельское хозяйство .
Личное подсобное хозяйство с зоной сельскохозяйственного использования, индивидуальная застройка усадебного типа.
Сельский клуб с. Маядыково.

## Транспорт
Остановка общественного транспорта «Маядыково».